# Samuel Schwarz (politicus)
Samuel D. Schwarz (Mülligen, 5 maart 1814 - Küttigen, 11 maart 1868) was een Zwitsers advocaat en liberaal politicus uit het kanton Aargau.

## Biografie

### Opleiding
Samuel Schwarz liep school aan de kantonnale school van Aarau en studeerde rechten in Zürich, Heidelberg en Lausanne. In 1839 werd hij advocaat. Hij was gehuwd met Marie Fröhlich.

### Politicus

#### Kantonnale politiek
Van 1842 tot 1952 was hij lid van de Grote Raad van Aargau, het kantonnaal parlement. Van 1848 tot 1868 was hij ook lid van de Regeringsraad van Aargau, de kantonnale regering, waar hij bevoegd was voor Militaire Zaken en tijdelijk ook voor Openbare Werken. Van 1849 tot 1851 was hij lid van de kantonnale constituante.

#### Federale politiek
Bij de federale parlementsverkiezingen van 1851 werd hij verkozen tot lid van de Nationale Raad. Zijn eerste periode in de Nationale Raad duurde van 1 december 1851 tot 1 juni 1852. Enkele dagen later, 5 juli 1852, werd hij lid van de Kantonsraad, wat hij zou blijven tot 6 december 1857 en die hij van 12 tot 22 juli 1855 zou voorzitten. Na de federale parlementsverkiezingen van 1866 zetelde hij voor een tweede maal in de Nationale Raad, van 3 december 1866 tot aan zijn overlijden op 11 maart 1868.
Schwarz ijverde voor de organisatie en de bewapening van de kantonnale en federale strijdkrachten, was voorstander van een globale aanpak van de nationale defensie en was het project van de Gotthardtunnel gunstig genegen.

## Trivia
- In het Zwitserse leger had hij sinds 1855 de graad van kolonel.

## Onderscheidingen
- Ereburger van Brugg (1866)